# Такэмото, Масао
Масао Такэмото (яп. 竹本 正男 Такэмото Масао, 29 сентября 1919 — 2 февраля 2007) — японский гимнаст, олимпийский чемпион и чемпион мира.
Масао Такэмото родился в 1919 году в городе Хамада префектуры Симане; закончил Японский университет физической культуры.
Начиная с 1947 года Масао Такэмото пять раз становился чемпионом Японии в многоборье. В 1952 году на Олимпийских играх в Хельсинки он завоевал серебряную медаль в опорном прыжке. В 1954 году Масао Такэмото стал обладателем золотой, серебряной и бронзовой медалей чемпионата мира в Риме. В 1956 году на Олимпийских играх в Мельбурне он завоевал серебряную и три бронзовые медали. На чемпионате мира 1958 года он завоевал золотую, две серебряных и одну бронзовую медали. В завершении спортивной карьеры 41-летний Масао Такэмото в 1960 году на Олимпийских играх в Риме завоевал золотую и серебряную медали.
По завершении активных выступлений Масао Такэмото стал тренером японской мужской сборной по спортивной гимнастике. В 1997 году был включён в Международный зал славы спортивной гимнастики.